# Lebrecht von Köller
Lebrecht Kurt von Köller (auch Leberecht von Koeller; * 9. Januar 1861 in Dobberphul, Kreis Cammin; † 27. Mai 1933 in Wiesbaden) war ein deutscher Verwaltungsjurist.

## Leben

### Herkunft und Familie
Köller entstammte einer Familie, die dem pommerschen Uradel angehörte. Seine Eltern waren Georg Ernst Maximilian von Köller, Gutsherr auf Kantreck, Siggelkow, Lüttmannshagen, Dischenhagen, Hammer und Schwanteshagen, und Maria Albertine Ida, geborene von Wurmb. Sein Vater war Vorsitzender des Pommerschen Provinziallandtags, Mitglied des Preußischen Abgeordnetenhauses und Mitglied des Preußischen Staatsrates. Er heiratete am 14. Februar 1903 in London Emma Anne Caroline Bloomfield, geschiedene Wellesley, Tochter des Lord Augustus Loftus. Aus der Ehe gingen keine Kinder hervor.

### Werdegang
Köller studierte an der Universität Heidelberg Rechtswissenschaften. Im Jahr 1884 absolvierte er das Erste juristische Staatsexamen mit Erfolg und wurde daraufhin als Gerichtsreferendar vereidigt. 
Ab 1887 war er als Regierungsreferendar bei der Regierung Wiesbaden beschäftigt. Vier Jahre später legte er das Zweite juristische Staatsexamen ab. Erste Berufserfahrung sammelte Köller als Regierungsassessor beim Landratsamt Kassel-Land, dem Polizeipräsidium Hannover und der Regierung Koblenz. Im Jahr 1895 wurde Köller zunächst zum kommissarischen, im Folgejahr zum endgültigen Landrat des Untertaunuskreises mit Sitz in Langenschwalbach bestellt. Dieses Amt übte er bis 1908 aus. Von 1899 bis 1907 gehörte er darüber hinaus dem Nassauischen Kommunallandtag in Wiesbaden und dem Provinziallandtag der Provinz Hessen-Nassau an. Dort war er für im Finanz-, Wegebau- und Beamtenausschuß tätig. Köllers Mandat erlosch 1908 infolge seiner Versetzung.
Im Jahr 1908 wurde Köller zum Regierungsrat und Dezernentatsleiter beim Polizeipräsidium Berlin ernannt. Später wurde er bei unverändertem Aufgabenbereich Geheimer Regierungsrat. Er ging 1913 in den Ruhestand, den er in Wiesbaden verlebte.
Der Oberleutnant der Reserve betätigte sich als Kunstsammler.